# Arîn Mîrkan
Dîlar Gencxemîs o Dilar Kanj Khamis, més coneguda pel nom de guerra «Arîn Mîrkan», (Afrin, 1992 o 1994 - Kobani, 5 d'octubre de 2014) fou una miliciana kurda, capitana de les Unitats de Protecció de les Dones (YPJ) durant la Guerra Civil siriana. Morí en combat a inicis del setge de Kobani fent-se explotar enmig de gihadistes d'Estat Islàmic després de trobar-se sense munició. Després de la seva mort esdevingué una heroïna pels partidaris de la causa kurda a Síria.

## Biografia
Mîrkan nasqué l'any 1992 o 1994 a Afrin, una ciutat kurda de la governació d'Alep, al nord-oest de Síria. La seva data de naixement és desconeguda, així com la d'ingrés a les YPJ. Segons un especialista del PYD, «les YPJ no envien al front milicianes de menys 20 anys. Fou capitana i per això degué haver estat a l'organització de combat durant almenys cinc anys».

### Batalla de Kobané
L'organització armada islàmica Estat Islàmic atacà la regió de Kobani, situada al nord sirià a la frontera amb Turquia, el setembre de 2014. Malgrat el suport aeri de la coalició arabo-occidental, els kurds retrocediren i els gihadistes arribaren a la ciutat l'1 d'octubre. Durant diversos dies, els combats se succeïren a les immediateses de Kobane. El 5 d'octubre, al barri de Mishtenur, es trobà curta de munició i encerclada per soldats d'Estat Islàmic. Sabent el terrible destí que li esperà si queia presonera, es llençà sobre ells i es feu explotar, matant deu soldats amb ella. De fet, esdevingué la primera kamikaze kurda coneguda de la guerra.
L'any 2017, la comandant de les YPJ Rojda Felat declarà al The New Yorker que aquell mateix dia es trobà allà, en companyia de Mîrkan, quan les tropes d'Estat Islàmic, equipades amb carros de combat presos a l'exèrcit sirià, s'aproparen a elles. Fou aleshores quan Mîrkan prengué diverses granades i es llençà sota un dels carros abans de fer-se explotar. El seu acte no fou suficient per a salvar el turó de Mishtenur, presa pels gihadistes poc després.
Rami Abdurrahman, fundador i director de l'Observatori Sirià per als Drets Humans, explicà al periòdic britànic The Independent que «no pot confirmar el número exacte» de militants d'Estat Islàmic assassinats en l'atac de Mirkan, però sí que es reportaren un total 27 baixes entre els gihadistes durant els combat del diumenge.
La mort de Mîrkan comportà la publicació d'un comunicat oficial de les Unitats de Protecció Popular (YPG), així com d'altres missatges d'homenatge d'arreu.